# Duwajr Raslan
Duwajr Raslan – miasto w Syrii, w muhafazie Tartus. W 2004 roku liczyło 4440 mieszkańców.